# Novate Milanese
Novate Milanese is een gemeente in de Italiaanse metropolitane stad Milaan (regio Lombardije) en telt 20.045 inwoners (31-12-2004). De oppervlakte bedraagt 5,5 km², de bevolkingsdichtheid is 3671,43 inwoners per km².

## Demografie
Novate Milanese telt ongeveer 8451 huishoudens. Het aantal inwoners daalde in de periode 1991-2001 met 2,3% volgens cijfers uit de tienjaarlijkse volkstellingen van ISTAT.
| Jaar | Inwoneraantal |
| ---- | ------------- |
| 1991 | 20.357        |
| 2001 | 19.889        |

## Geografie
De gemeente ligt op ongeveer 146 m boven zeeniveau.
Novate Milanese grenst aan de volgende gemeenten: Bollate, Baranzate, Cormano, Milaan.